# 武吉帕弓
武吉帕弓是汶萊境內最高的山岳，該山岳海拔1,850公尺。其位於婆羅洲島的北部，橫跨汶萊與馬來西亞的國境。在汶萊領土內的行政區劃為淡布隆區，而位於馬來西亞境內則是砂拉越。此地盛產捕蟲植物，尤其是勞氏豬籠草可以在山上的邊坡被尋獲。

## 外部連結
- . Peakbagger.com.